# Негра, Николай Николаевич
Николай Николаевич Негра (род. 9 августа 1955, Чернигов, УССР) — советский и российский шашист, судья, теоретик, пропагандист и популяризатор шашечной игры. гроссмейстер СССР.

## Биография
После окончания средней школы приехал в Ленинград и поступил в электротехнический институт имени В. И. Ульянова-Ленина, который окончил в 1978 году. Работал инженером электронной техники в Центральном научном-исследовательском институте «Электрон». В 1984 году с группой инженеров института создал шашечную компьютерную программу «Электрон», играющего в силу 1 разряда.
Шашками увлёкся ещё в школе, занимался в Черниговском Областном дворце пионеров (руководитель кружка Вербицкий Н. М. — организатор шахматных и шашечных кружков в Лениниграде начала XX века). Успешно выступал в различных юношеских соревнованиях. Совершенствовал своё мастерство у заслуженного тренера России Герцензона Б. М. В 1973 году получил звание мастер спорта, а в 1991 году — гроссмейстер СССР. Дважды играл в финалах чемпионата СССР по русским шашкам (лучший результат — шестое место в 1980 году). Много лет выступал в первенстве ЦС ДСО «Локомотив», неоднократно был призёром в личном и командном зачёте.
Наибольших успехов добился в игре по переписке. Дважды в составе сборной Ленинграда становился победителем в командных первенствах страны. Выступал на первой доске, был капитаном команды. Чемпион СССР по заочной игре в русские шашки 1984—1985 годов, а в 1988 году занял второе место. Известен как игрок «вслепую». Так, в 1982 году провёл в Нарве сеанс одновременной игры с десятью кандидатами в мастера спорта и выиграл со счётом 6,5:3,5, а в 1992 году в Поронайске (Сахалин) сыграл уже на шестнадцати досках и одержал победу со счётом 14:2.
В соавторстве с гроссмейстером Литвиновичем В. С. написал книгу «Курс шашечных дебютов», изданную в 1985 году в Минске. Автор публикаций в шашечной периодике. Тренер по шашкам, имеет высшую тренерскую категорию. Ранее работал в Ленинградском дворце пионеров, а сейчас в молодёжном центре Выборгского района «Союз».
Судья республиканской категории. Организатор многочисленных турниров. Президент Санкт-Петербургской международной академии шахматного и шашечного искусства. Она зарегистрирована Министерством юстиции Российской Федерации за № 2158-ЮР от 27 февраля 1998 года. В создании академии принимали участие глава администрации Выборгского района Петербурга Анатолий Коган, заслуженный работник физической культуры и спорта РФ Владимир Мерзляков, экс-чемпион мира по шахматам Александр Халифман, заслуженный тренер России Геннадий Несис, гроссмейстер СССР Николай Негра. Среди академиков чемпионы мира по шахматам и шашкам, ведущие теоретики и тренеры, организаторы движения этих интеллектуальных игр.